# Lophochernes gracilis
Espèce
Lophochernes gracilis est une espèce de pseudoscorpions de la famille des Cheliferidae.

## Distribution
Cette espèce est endémique de Chine.

## Description
Le mâle holotype mesure 1,8 mm.

## Publication originale
- Beier, 1943 : Neue Pseudoskorpione aus West-, Zentral- und Ostasien. Annalen des Naturhistorischen Museums in Wien, vol. 53, p. 74-81 (texte intégral).